# Občina Polzela
Občina Polzela je ena od občin v Republiki Sloveniji. Razteza se na severozahodu Spodnje Savinjske doline.

## Naselja v občini
Andraž nad Polzelo, Breg pri Polzeli, Dobrič, Ločica ob Savinji, Orova vas, Podvin pri Polzeli, Polzela, Založe

## Turistične zanimivosti
- dvorec Šenek
- grad Komenda
- Novi Klošter
- Gora Oljka (733 m)
- zbirka starih traktorjev
- sv. Miklavž na Vimperku
- koča na Vimperku (448 m)
- kužno znamenje v Dobriču
- Mešičev mlin
- Jelovškova koča